# Bikaner
Bikaner (Hindi: बीकानेर, Bīkāner) ist eine Großstadt (Municipal Corporation) mit etwa 660.000 Einwohnern im Norden des indischen Bundesstaates Rajasthan.

## Lage
Bikaner liegt im Norden der Wüste Thar in einer Höhe von ca. 225 m ü. d. M. Die Stadt Jaipur liegt ca. 335 km (Fahrtstrecke) südöstlich; nach Delhi sind es ca. 450 km in östlicher Richtung.

## Klima
Das Klima von Bikaner ist warm bis heiß und trocken; die für indische Verhältnisse außerordentlich geringe Regenmenge von unter 250 mm/Jahr fällt hauptsächlich während der sommerlichen Monsunzeit.
Die Klimakrise hat in weiten Teilen Indiens zu einer drastischen Verknappung des Trinkwassers geführt. Dies ist in besonderem Maße in Bikaner spürbar. So gehört die Stadt zu jenen 21 bedeutenden indischen Städten, deren Grundwasserreserven im Jahr 2020[veraltet] nach früheren Berechnungen der Regierungsagentur NITI Aayog vollständig aufgezehrt sein würden.

## Bevölkerung
Offizielle Bevölkerungsstatistiken werden erst seit 1991 geführt und veröffentlicht. Der starke Anstieg der Bevölkerungszahlen beruht im Wesentlichen auf der Zuwanderung von Familien aus den Dörfern im Umland.
| Jahr      | 1991    | 2001    | 2011    |
| Einwohner | 416.289 | 529.690 | 644.406 |

Die Hindi und Urdu sprechende Bevölkerung besteht zu knapp 78,7 % aus Hindus, zu ca. 17,3 % aus Moslems und zu knapp 3 % aus Jains; zahlenmäßig kleine Minderheiten bilden Christen, Sikhs, Buddhisten und andere. Wie bei Volkszählungen im Norden Indiens üblich, liegt der männliche Bevölkerungsanteil etwa 11 % höher als der weibliche.

## Wirtschaft
Bikaner war einst ein wichtiger Handelsplatz entlang des Karawanenwegs durch die Wüste Thar. In der Umgebung des Ortes wurde in geringem Umfang Feldwirtschaft und Viehzucht betrieben. Heute ist der Distrikt an den Indira-Gandhi-Kanal angeschlossen, der die Bewässerung großer Agrarflächen im Westen der Stadt ermöglicht. Ansonsten exportiert der Distrikt Bikaner Wolle, vornehmlich nach Jaipur, und Quarz zur Glasgewinnung nach Belgien; eine eigene Glasindustrie konnte bislang nicht aufgebaut werden. Daneben bilden  Tourismus und das im Umland stationierte Militär ebenfalls bedeutende Einnahmequellen. Südöstlich der Stadt liegt die einzige staatliche Kamelfarm Asiens, deren Tiere heute vornehmlich bei Paraden eingesetzt werden. In der Stadt selbst haben sich Händler, Handwerker und Dienstleister aller Art niedergelassen.

## Geschichte
Rao Bikaji, ein nachgeborener und damit nicht erbberechtigter Sohn des Herrschers von Jodhpur aus dem Clan der Rathor-Rajputen, gründete im Jahre 1488 die am Rande der Wüste gelegene Stadt, die zugleich Hauptstadt des Fürstenstaates Bikaner wurde. Sie bestand zunächst nur aus einer einfachen Lehmfestung. Erst ab dem Ende des 16. Jahrhunderts bauten und erweiterten Raja Rai Singh (reg. 1571–1612), der in den Diensten des Großmoguls Akbar I. stand und weite Gebiete von Marwar und von Gujarat beherrschte, sowie seine Nachfolger den heute noch bestehenden Stadtpalast, das Junagarh Fort. In der Phase des Niedergangs des Mogulreiches fiel das Gebiet in die Hände der Marathen; seit dem Jahr 1818 war es Protektorat der Briten, behielt jedoch große Teile seiner Souveränität. Kurz nach der indischen Unabhängigkeit (1947) wurde das ehemals riesige Staatsgebiet (ca. 60.000 km²) in mehrere Distrikte unterteilt (Bikaner, Churu, Sri Ganganagar und Hanumangarh). Im westlichen Umland von Bikaner nahe der Grenze zu Pakistan sind annähernd 120.000 Mann der indischen Streitkräfte stationiert.

## Sehenswürdigkeiten

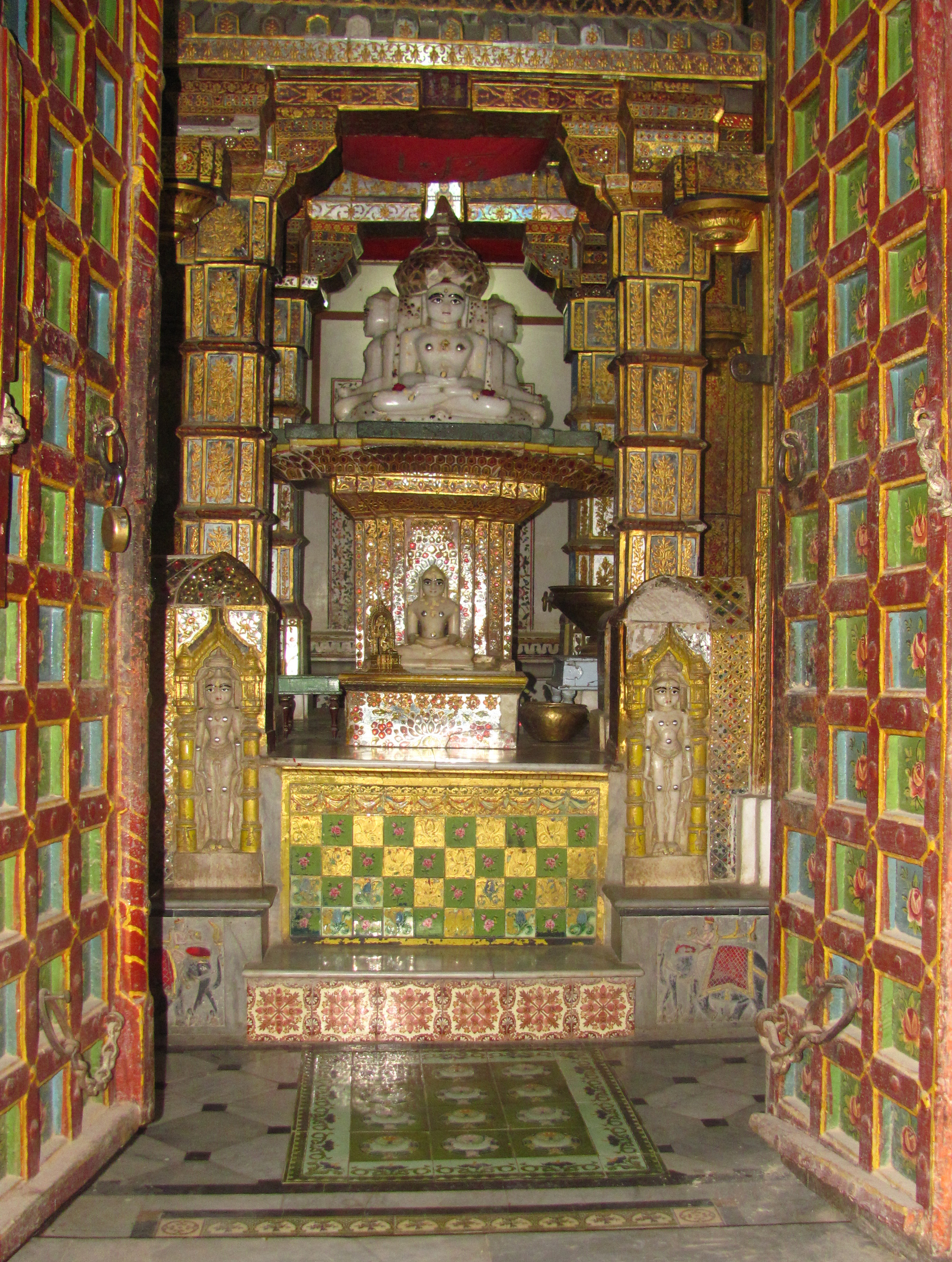
Bhandasar-Jain-Tempel

- Das Junagarh-Fort ist aus Ziegelsteinen erbaut und mit rötlich-gelbem Sandstein, im Innern zum Teil auch mit weißem Marmor verkleidet. Filigrane, manchmal etwas kitschig wirkende Holz-, Lack- und Stuckarbeiten mit Spiegel- und Glaseinlagen sowie Wandmalereien schmücken die Innenräume. Das Fort ist heute einer der am besten erhaltenen Rajputen-Paläste; es dient jedoch zu großen Teilen als Museum.
- Der Lakshmi-Nath-Temple mit seinem Shikhara-Turm wurde gemäß der Überlieferung ebenfalls von Raja Bikaji gegründet; vieles am heutigen Bau wurde jedoch später verändert oder hinzugefügt.
- Der Lallgarh-Palace, in der Zeit zwischen 1902 und 1926 von Sir Swinton Jacob für den Maharadscha Ganga Singh im indo-orientalischen Stil gebaut, wird heute als Hotel genutzt.
- Der sich mit seinen Dachpavillons (chhatris) und Balkonen (jharokhas) in architektonischer Hinsicht stärker an rajputischen Traditionen orientierende Laxmi-Niwas-Palace entstand ungefähr zur gleichen Zeit; auch er dient heute als Hotel.
- Der um das Jahr 1500 erbaute, aber immer wieder veränderte zweigeschossige Bhandasar-Jain-Tempel trägt – trotz deutlich kleinerer Dimensionen – ebenfalls palastartige Züge. Auch hier finden sich Kacheln, Stuckarbeiten, Malereien und Blattgoldüberzüge; einige der mit weißem Marmor verkleideten Wandvorlagen sind mit farbigen Steinintarsien geschmückt.
- In Bikaner befinden sich mehrere imposante Kaufmannspaläste (havelis), deren Fassaden hier jedoch – anders als in der Shekhawati-Region – nicht durch Malereien, sondern durch eine feine Steinbearbeitung überzeugen. Allen voran ist hier der Komplex der  Rampuria Havelis zu nennen.

Umgebung
- Ca. 8 km östlich an einem Teich mit Namen Devi Kund befinden sich die Verbrennungsstätten und somit auch die Kenotaphe (chhatris) der Maharajas von Bikaner.
- Ca. 18 km südöstlich der Stadt liegt die einzige Kamelfarm Indiens. Hier werden Kamele gezüchtet, deren Milch getrunken werden kann.
- Ca. 30 km südlich von Bikaner in der Kleinstadt Deshnok befindet sich der sogenannte „Rattentempel“ (Karni-Mata-Tempel).
- Ca. 35 km südwestlich von Bikaner, am Ufer eines künstlich angelegten Sees, liegt der zu einem Hotel umfunktionierte Gajner Palace. Das Gelände umfasst ca. 6000 ha und ist zu einem kleinen Naturschutzgebiet geworden.

## Söhne und Töchter der Stadt
- Ganga Singh (1880–1943), Maharadscha von Bikaner
- Mohammed Usman Arif (1923–1995), Politiker
- Yogita Bihani (* 1995), Schauspielerin